# Луиза Саксен-Гота-Альтенбургская (1800—1831)
Луиза Саксен-Гота-Альтенбургская (нем. Luise von Sachsen-Gotha-Altenburg; полное имя Luise Pauline Charlotte Friederike Auguste von Sachsen-Gotha-Altenburg; 21 декабря 1800, Гота — 30 августа 1831, Париж) — принцесса Саксен-Гота-Альтенбургская, в замужестве герцогиня Саксен-Кобург-Заальфельдская. Мать Альберта Саксен-Кобург-Готского, супруга королевы Великобритании Виктории.

## Биография
Луиза — единственная дочь герцога Саксен-Гота-Альтенбурга Августа и его первой супруги Луизы Шарлотты Мекленбург-Шверинской. Принцесса потеряла мать уже вскоре после своего рождения и выросла в Готе при дворе отца и его второй супруги Каролины Амалии Гессен-Кассельской. 20 декабря 1816 года состоялась её помолвка с герцогом Саксен-Кобург-Заальфельда Эрнстом I, а свадьба была отпразднована в замке Фриденштайн 31 июля 1817 года. Жених был старше 16-летней Луизы почти на 17 лет и, по описанию современницы, для своего маленького роста, герцогиня была:

Немного полноватая, прежде всего в груди, ослепительно белой и красивой, и не совсем хорошо сложена, но с тонкой талией. Её головка была очень маленькая, лицо круглое и миловидное, белое и свежее. Волосы светло-коричневого цвета, невероятно длинные и густые. Глаза скорее большие, нежели маленькие, синего цвета, но, к большому сожалению, очень косые. Но она умело это скрывала, и когда говорила или улыбалась, ее косоглазие принимали за яркий порочный взгляд, что придавало ей очень капризный вид и ей очень шло. Нос ее был небольшой и вздернутый, рот не очень маленький, очень красивые зубы, а голос мягок и приятен. Вообще, нельзя было сказать, что черты ее лица были красивы, но в целом оно было в высшей степени непосредственно, приветливо и привлекательно. 
Проблемы в браке Луизы и Эрнста, заключённом по очевидным политическим причинам, начались вскоре после рождения их первого сына Эрнста. Спустя год на свет появился второй сын Альберт. Супруги перестали жить вместе. У Эрнста было несколько любовниц, а у Луизы завязался роман с камер-юнкером Готфридом фон Бюловом, а затем летом 1824 года — со штальмейстером Максимилианом Александром фон Ганштейном. В конечном итоге супруги разошлись, что вызвало волнения среди населения Кобурга. По договору Луизе был отведён замок в Альтенбурге.
После смерти отца Луизы герцога Августа в 1822 году Луиза отказалась от каких-либо претензий. Свои имущественные права она передала сыновьям. В полночь 2 сентября 1824 года Луиза покинула Кобург без сыновей. Новым местом жительства герцогини стал Санкт-Вендель в княжестве Лихтенберг, эксклаве герцогства Саксен-Кобург-Заальфельд, которое герцог Эрнст получил за свои заслуги в Наполеоновских войнах согласно заключительному акту Венского конгресса 1815 года. Луиза тяжело переживала разлуку с сыновьями. Ей было отказано иметь портреты детей и видеться с ними. Возлюбленный Луизы, барон Александр фон Ганштейн переехал к ней в Санкт-Вендель. Официальный развод последовал 31 марта 1826 года, в дальнейшем Луиза именовала себя герцогиней Саксонской.
Для вступления в брак с Луизой 19 июля 1826 года Александр фон Ганштейн был возведён герцогом Фридрихом Саксен-Гильдбурггаузенским в титул графа Пёльцигского и Байерсдорфского. 18 октября 1826 года Луиза и Александр поженились и счастливо проживали в Санкт-Венделе до февраля 1831 года. Луиза принимала активное участие в общественной жизни и снискала в герцогстве всяческие почести.

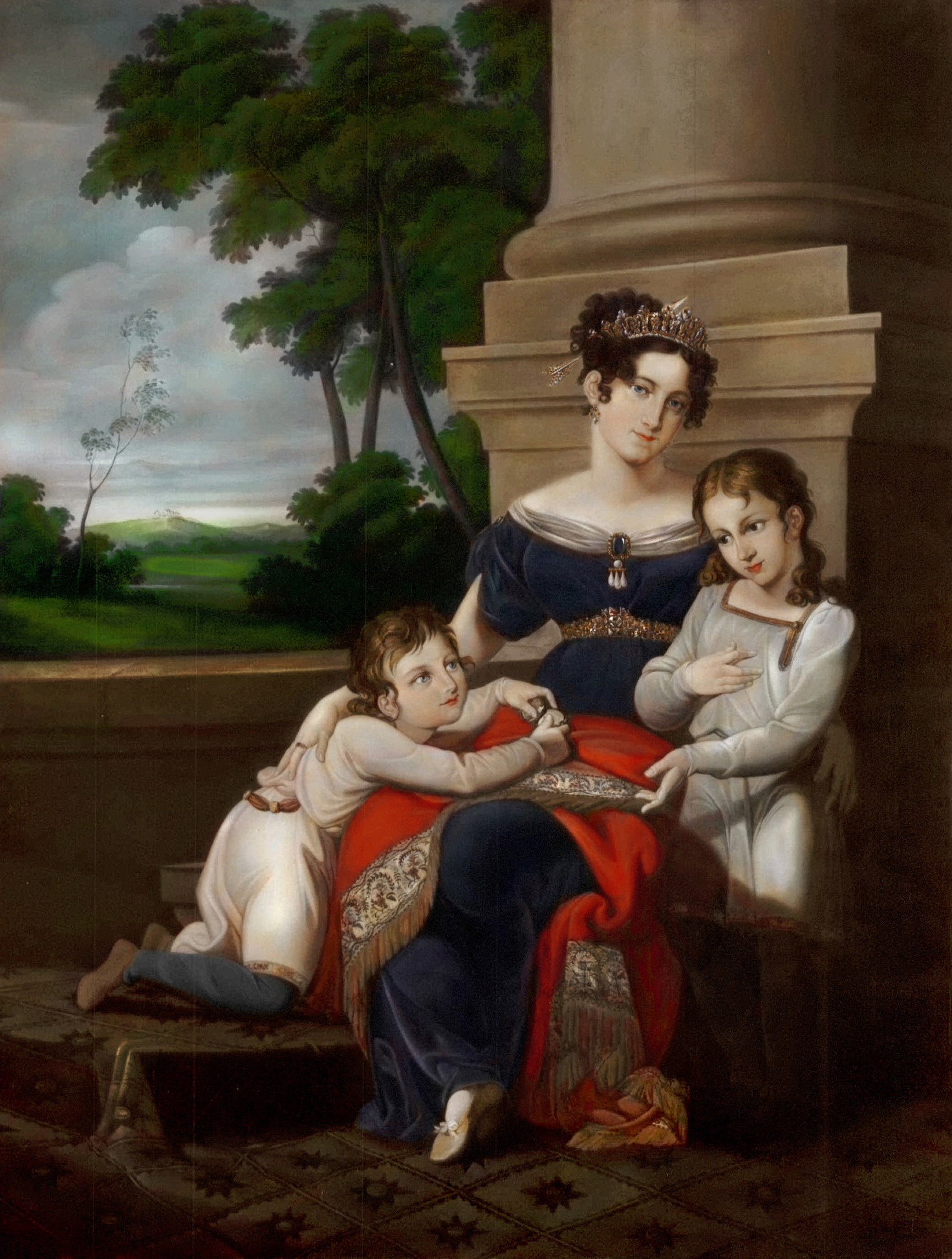
Луиза с Эрнстом и Альбертом

16 февраля 1831 года Луиза, испытывавшая проблемы со здоровьем, отправилась вместе с мужем на обследование в Париж. Ей был диагностирован не поддающийся лечению рак матки. Луиза умерла 30 августа 1831 года в Париже. В 1832 году она была захоронена в склепе деревенской церкви Пфеффельбаха. В 1846 году останки Луизы были перенесены в герцогскую усыпальницу в кобургской церкви Святого Маврикия, а с 1860 года её последним пристанищем стал новый герцогский мавзолей на кобургском кладбище Глоккенберг.

## Потомки
В браке с герцогом Эрнстом I у Луизы родилось два сына:
- Эрнст II (1818—1893), женат на принцессе Александрине Баденской (1820—1904)
- Альберт (1819—1861), супруг королевы Великобритании Виктории (1819—1901).